# Paul MacDonald
Paul MacDonald (Auckland, 8 de janeiro de 1960) é um ex-canoísta neozelandês especialista em provas de velocidade.

## Carreira
Foi vencedor das medalhas de ouro em K-4 1000 m e K-2 500 m em Los Angeles 1984 e em Seul 1988, da medalha de prata em K-2 1000 m em Seul 1988 e da medalha de bronze em K-1 500 m em Seul 1988.